# 마르기트 카르스텐센
마르기트 카르스텐센(독일어: Margit Carstensen, 1940년 2월 29일~2023년 6월 1일)은 독일의 연극 배우, 영화배우이다.
킬에서 태어났고 하이더에서 사망했다.

## 출연

### 영화
- 핀스터월드(2013년) - 프라우 샌드버그 역
- 잇 이즈 파인. 에브리띵 이즈 파인!(2007년)
- 아그네스와 그의 형제들(2006년)
- 부서진 유리(2002년)
- 마닐라(2000년)
- 태양의 거리(1999년)
- 파이어 라이더(1998년)
- 테러 2000(1992년)
- 100년 동안의 히틀러(1989년)
- 전장의 로망스(1985년)
- 포제션(1981년)
- 베를린 알렉산더 광장(1980년)
- 제3세대(1979년)
- 악마의 양조법(1976년) - 앤드리 역
- 중국식 룰렛(1976년)
- 퀴스터스 부인의 천국 여행(1975년)
- 마샤(1974년)
- 선 위의 세상(1973년)
- 노라 헬머(1973년)
- 페트라 폰 칸트의 쓰디쓴 눈물(1972년)
- 브레멘의 자유(1972년)